# Тимпсон, Макайла
Макайла Тимпсон (англ. Makayla Timpson; род. 20 сентября 2002, Эдисон, штат Джорджия, США) — американская профессиональная баскетболистка, выступающая в женской национальной баскетбольной ассоциации за команду «Индиана Фивер», которой была выбрана на драфте ВНБА 2025 года в первом раунде под общим девятнадцатым номером. Играет на позиции форварда.

## Студенческая карьера
Всю студенческую карьеру провела в команде университета штата Флорида.
В первый год учебы (2021/2022) набирала в составе сборной вуза в среднем 6,6 очка и 3,6 подбора за матч. Во второй год вошла в защитную сборную года Конференции атлантического побережья и завоевала награду самого прогрессирующего игрока.
В третий год учебы установила рекорды университета по количеству подборов (341), блок-шотов (87) и дабл-даблов (18) за сезон, во второй раз войдя в защитную сборную года и впервые в лучшую команду конференции. В четвертый год обновила собственные рекорды предыдущего сезона по подборам (350) и блок-шотам (103), в третий раз подряд войдя в защитную сборную года и вторично в лучшую команду конференции.
В феврале 2025 года стала третьей после Сью Галкантас и Наташи Ховард, кто преодолел планку в 1 000 подборов за карьеру во флоридском университете.
Закончила студенческую карьеру с показателями: 1 706 очков, 1 094 подбора и 290 блок-шотов. Является лидером университета по количеству дабл-даблов (47) за всю историю.

## Профессиональная карьера
В драфте ВНБА 2025 года выбрана под общим девятнадцатым номером клубом «Индиана Фивер». 17 мая 2025 года сыграла свой первый матч в регулярном чемпионате ВНБА, в котором «Индиана Фивер» встречалась c «Чикаго Скай».

## Игровая статистика

### Колледж
| Сезон                                                                                   | Команда | GP  | GS  | MPG  | FG%  | 3P%  | FT%  | RPG  | APG | SPG | BPG | PPG  |  |
| --------------------------------------------------------------------------------------- | ------- | --- | --- | ---- | ---- | ---- | ---- | ---- | --- | --- | --- | ---- |  |
| 2021/22                                                                                 | Флорида | 31  | 1   | 17,8 | 62,3 | 0,0  | 57,6 | 3,6  | 0,8 | 0,5 | 1,0 | 6,6  |  |
| 2022/23                                                                                 | Флорида | 33  | 33  | 24,9 | 58,1 |      | 71,8 | 8,8  | 0,3 | 1,1 | 2,1 | 13,2 |  |
| 2023/24                                                                                 | Флорида | 34  | 34  | 29,8 | 56,6 | 33,3 | 71,3 | 10,0 | 0,4 | 1,4 | 2,6 | 14,3 |  |
| 2024/25                                                                                 | Флорида | 33  | 33  | 30,4 | 54,3 | 25,0 | 76,0 | 10,6 | 1,0 | 1,8 | 3,1 | 17,5 |  |
|                                                                                         | Всего   | 131 | 101 | 25,9 | 56,8 | 25,0 | 71,2 | 8,4  | 0,6 | 1,2 | 2,2 | 13,0 |  |
| Наведите курсор мыши на аббревиатуры в заголовке таблицы, чтобы прочесть их расшифровку |         |     |     |      |      |      |      |      |     |     |     |      |  |